# Jesberg
Jesberg är en kommun och ort i Schwalm-Eder-Kreis i Regierungsbezirk Kassel i förbundslandet Hessen i Tyskland.